# Symfonie in f (Bruckner)
De Symfonie in f of Studiensinfonie, WAB 99, uit 1863 - alsook Symfonie in f-mineur, Symfonie nr. 00 of Double Zero genoemd - is een symfonie voor orkest van de Oostenrijkse componist Anton Bruckner.

## Achtergrond
Met dit werk sloot Bruckner zijn studie in vrije compositie af bij de Linzer dirigent Otto Kitzler (1834-1915). Het is het eerste meerdelige orkestwerk dat hij niet vernietigd heeft.
Dit werk werd door Bruckner gezien als een onvolwaardig studieobject. Hij beschouwde het - net als zijn een jaar oudere strijkkwartet in c-mineur, WAB 111 - als "Schularbeit", op school gemaakt huiswerk. De autograaf gaf hij, samen met die van enkele andere orkestwerken uit 1862 (de Ouverture in g mineur en de Vier Orchesterstücke) in bewaring aan zijn vriend Cyrill Hynais, die er een pianouittreksel van maakte. Bruckner nam de symfonie niet op in de nummering van zijn "officiële" reeks. Hij heeft er nooit een uitvoering van gehoord, al benaderde hij de dirigent Franz Lachner in München, die er enige belangstelling voor toonde. 
Later vond men de autograaf terug in de bibliotheek van de abdij van Kremsmünster in Opper-Oostenrijk. Dat gebeurde in fasen, zodat de verschillende delen met tussenpozen aan het publiek werden gepresenteerd:
- 31 oktober 1913: deel 2 (Andante) in de Großer Konzerthaussaal in Wenen onder leiding van Ferdinand Löwe.
- 18 maart 1923: delen 1 (Allegro), 2 en 4 (Finale) in Klosterneuburg onder Franz Moißl.
- 12 oktober 1924: deel 3 (Scherzo) in Klosterneuburg onder Franz Moißl.
- 19 februari 1925: première van de complete vierdelige symfonie door het Berliner Philharmonisches Orchester onder Franz Moißl.

De partituur verscheen in 1973 in druk als Band X van de Gesamtausgabe van Bruckners werken, bezorgd door Brucknervorser Leopold Nowak, die in 1981-1982 ook een commentaar ("Revisionsgeschichte") publiceerde. Van hem is de benaming Studiensinfonie. Nowak maakte gebruik van de autograaf van Kremsmünster, maar ook van een afschrift dat kort na de voltooiing van de symfonie is gemaakt en dat zich bevindt in de Wiener Stadt- und Landesbibliothek. Hij beschikte ook over Bruckners schetsen in het Kitzler-Studienbuch.
De symfonie wordt af en toe gespeeld en er bestaan enkele opnamen van. Het werk kreeg, ter onderscheiding van de andere niet in de telling opgenomen "nulde symfonie" in d-mineur, bij sommige cd-uitgaven door de platenindustrie de aanduiding Symfonie nr. 00 of Double Zero.

## Betekenis
Interessant is hoe deze eersteling al de latere Bruckner laat herkennen. Hij schreef de symfonie toen hij 38 was, waardoor de term "jeugdwerk" enigszins misplaatst lijkt. Bij de (zeldzame) uitvoeringen en opnamen staat het werk in de schaduw van de latere, meer volgroeide symfonieën. Dirigenten gebruiken die als referentie, bijvoorbeeld in hun tempokeuzes bij deze symfonie. De ongeveer gelijktijdig geschreven Ouverture in g-mineur toont volgens sommigen een grotere compositorische vaardigheid. Zijn leraar Kitzler noemde de symfonie "ongeïnspireerd", wat bijdroeg tot Bruckners beslissing het werk terzijde te leggen. De dirigent en Brucknerspecialist Georg Tintner (1917-1999) vroeg zich af hoe goed Kitzler het Scherzo dan wel bekeken had.

## Delen
De symfonie heeft de klassieke opbouw: vier delen. De duur is circa 40 minuten
1. Allegro molto vivace (f)
2. Andante molto (Es)
3. Scherzo: Schnell (c)
4. Finale: Allegro (f)

## Instrumentatie
- 2 fluiten
- 2 hobo's
- 2  B♭-klarinetten
- 2 fagotten
- 4 hoorns (2 in F, 2 in B♭)
- 2 F trompetten
- alt-, tenor- en bastrombones
- pauken
- eerste en tweede violen
- altviolen
- celli
- contrabassen.

Symfonie in f · Symfonie nr. 1 · Symfonie in d · Symfonie nr. 2 · Symfonie nr. 3 · Symfonie nr. 4 'Romantische' · Symfonie nr. 5 · Symfonie nr. 6 · Symfonie nr. 7 · Symfonie nr. 8 · Symfonie nr. 9